# 杰夫·弗洛特
杰夫·弗洛特（英語：Jeff Float，1960年4月10日—），美国男子游泳运动员。他曾代表美国参加1984年夏季奥林匹克运动会游泳比赛，获得男子4×200米自由泳接力金牌。